# Юркино (Лысковский район)
Юркино — село в Лысковском районе Нижегородской области. Входит в состав Кисловского сельсовета.

## География
Село расположено в 82 км к востоку от Нижнего Новгорода, на правом берегу Волги при впадении в неё реки Китмар. Напротив села находится остров Малый Юркинский, ниже по течению Волги — остров Большой Юркинский.

## История
В XIX веке село было известно выращиванием земляники сорта «Виктория», каковой вывозилось из Юркино и окрестных селений ежегодно более 10 000 пудов.
С конца 1920-х до 1950-х годов в Юркино функционировал колхоз «Красный садовод».
С XIX века в селе существовала пристань, демонтированная в XXI веке.
В селе родился Герой Советского Союза Михаил Фальмонов.

## Инфраструктура
В селе Юркино 116 домов.
Построена часовня Успения Пресвятой Богородицы.